# Amictus castanea
Amictus castanea är en tvåvingeart som först beskrevs av Macquart 1840.  Amictus castanea ingår i släktet Amictus och familjen svävflugor. Inga underarter finns listade i Catalogue of Life.